# 市道103号 (台湾)
市道103号（しどう103ごう）は、新北市八里区関渡大橋から台北市台北橋を結ぶ、全長9.630kmの台湾の市道である。

## 沿革
- 1966年 - 台北 - 新竹山崎までの78.995kmが完成。
- 1976年 - 路線改編で龍形 - 三重（11.207km）が台15線となる。

県道103甲線
- 1966年 - 台北 - 新竹山崎までの78.995kmが完成。
- 1976年 - 路線改編で県道117号に降格。
- 1994年 - 三重 - 台北を本線に指定。
- 2001年 - 路線改編で三重 - 重陽橋まで4.790km。

## 通過する自治体
- 新北市
  - 八里区
  - 五股区
  - 蘆洲区
  - 三重区
- 台北市

## 接続する道路
- 台15線
- 市道107号
- 市道103甲線
- 国道1号（三重インターチェンジ）
- 市道104号
- 台1甲線

## 施設
- 関渡大橋
- 成蘆大橋
- 国立空中大学
- 徐匯中学駅
- 台北大橋

## 支線
市道103号甲線（しどう103ごうこうせん）は、三重 - 重陽橋を結ぶ、全長4.790kmの台湾の市道である。

### 通過する自治体
- 新北市
  - 蘆洲区
  - 三重区
- 台北市
  - 士林区

### 接続する道路
- 市道103号
- 台2乙線

### 施設
- 重陽橋